# Автохтонизм
Автохтонизм (в Европе и США используется термин indigenism) — идеология или социальное учение, отстаивающая генетическую и/или языковую непрерывность исторического развития населения той или иной территории.

## История
Автохтонизм получил широкое распространение в Западной Европе в XVIII — первой половине XX века вместе с ростом национального самосознания и оказал влияние на многие общественные науки, в которых противопоставлялся «миграционизму» (гипотезе о том, что исторические культурные изменения могли быть связаны с миграцией населения, сменой этноса и/или языка на определённой территории) и «инвазионизму» (гипотезе о вторжениях и истреблении коренного населения как причинах культурных изменений). В связи с постоянными территориальными спорами европейских государств в указанный период автохтонизм приобрёл идеологическое и политическое значение. В российской исторической науке частными проявлениями автохтонизма были антинорманизм (гипотеза о преобладании славянского элемента среди варягов), гипотезы об автохтонности славянского населения в доисторический период (Б. А. Рыбаков и другие).
После заключения соглашений о неизменности европейских границ автохтонизм постепенно теряет значение в Европе, однако всё ещё силён в странах Восточной Азии, Африки и Южной Америки.

## Разновидности политического автохтонизма
- Аборигенный автохтонизм:
  - Панславизм
  - Пантюркизм
  - Постколониальный этноцентризм: афроцентризм, негритюд
- «Теории непрерывности»:
  - хорватский иллиризм
  - кельтский национализм
  - македонизм (см. македонские славяне)
  - теория палеолитической непрерывности (Марио Алинеи, Брайан Сайкс)
  - теория непрерывности ведийского народа в индийском национализме (с ней связана теория происхождения индоевропейцев из Индии)
  - турецкий анатолизм (теория непрерывного присутствия тюрков на Ближнем Востоке)

## Миграционизм
Миграционизм получил широкое распространение в процессуальной археологии 1960—1970 годов для объяснения культурных изменений в доисторической Европе эпохи неолита и бронзового века.